# Sergei Alexandrow
Sergei Jewgenjewitsch Alexandrow (russisch Серге́й Евгеньевич Александров, englische Transkription Sergei/Sergey Evgenievich Alexandrov; * 29. April 1978 in Taschkent, Usbekische SSR) ist ein ehemaliger kasachischer Eishockeyspieler, der fast seine gesamte Karriere für Torpedo Ust-Kamenogorsk spielte.

## Karriere
Sergei Alexandrow begann seine Karriere bei Torpedo Ust-Kamenogorsk, wo er fast seine gesamte Karriere verbrachte und für den er in verschiedenen russischen Spielklassen sowie in der kasachischen Meisterschaft, die er mit seiner Mannschaft 2002, als er selbst zum wertvollsten Spieler der Liga gewählt wurde, 2004, 2005 und 2007 gewinnen konnte, spielte. 2007 konnte zudem der nationale Pokalwettbewerb gewonnen werden. Dabei war es Alexandrow selbst, der im Endspiel gegen Barys Astana den Siegtreffer in der Verlängerung erzielte. Lediglich in der Spielzeit 2011/12 spielte er für den HK Buran Woronesch in der Perwaja Liga und stieg mit dem Klub am Saisonende in die Wysschaja Hockey-Liga auf.

### International
Alexandrow gelang mit dem kasachischen Nachwuchs der Sieg bei der U18-Meisterschaft Asiens und Ozeaniens 1996. Er selbst wurde dabei in das All-Star-Team des Turniers gewählt. Mit der kasachischen U20-Auswahl, deren Rekordspieler er mit 23 Einsätzen er bis heute ist, spielte er bei der C2-Weltmeisterschaft 1995, der C-Weltmeisterschaft 1996, der B-Weltmeisterschaft 1997 und der A-Weltmeisterschaft 1998, wobei dreimal in Folge der Aufstieg und damit der Durchmarsch von der C2-Gruppe, der damals tiefsten Spielklasse, bis in die A-Gruppe als stärkster Spielklasse gelang.
Im Seniorenbereich spielte er mit der kasachische Nationalmannschaft zunächst bei den B-Weltmeisterschaften 1999 und 2000. Nach der Umstellung auf das heutige Divisionensystem spielte er 2001, 2002 und 2009 in der Division I sowie 2004 und 2005 in der Top-Division. Er nahm an den Olympischen Winterspielen 2006 in Turin teil, nachdem er zuvor bereits bei der Qualifikation für die Spiele in Turin eingesetzt wurde. Auch bei der Qualifikation für die Winterspiele in Vancouver 2010 stand er auf dem Eis, konnte sich mit den Kasachen aber nicht qualifizieren. Zudem vertrat er seine Farben bei den Winter-Asienspielen 1999, bei denen die Kasachen den Eishockeywettbewerb gewannen, den Winter-Asienspielen 2003 und den Winter-Asienspielen 2007, bei denen hinter Japan jeweils der zweite Platz errungen wurde.

## Erfolge und Auszeichnungen
- 1995 Aufstieg in die C-Gruppe bei der U20-C2-Weltmeisterschaft
- 1996 Goldmedaille bei der U18-Asien- und Ozeanien-Meisterschaft
- 1996 All-Star-Team bei der U18-Asien- und Ozeanienmeisterschaft
- 1996 Aufstieg in die B-Gruppe bei der U20-C-Weltmeisterschaft
- 1997 Aufstieg in die A-Gruppe bei der U20-B-Weltmeisterschaft
- 1999 Goldmedaille bei den Winter-Asienspielen
- 2002 Kasachischer Meister mit Torpedo Ust-Kamenogorsk
- 2002 Wertvollster Spieler der kasachischen Meisterschaft
- 2003 Silbermedaille bei den Winter-Asienspielen
- 2004 Kasachischer Meister mit Torpedo Ust-Kamenogorsk
- 2005 Kasachischer Meister mit Torpedo Ust-Kamenogorsk
- 2007 Kasachischer Meister und Pokalsieger mit Torpedo Ust-Kamenogorsk
- 2007 Silbermedaille bei den Winter-Asienspielen
- 2009 Aufstieg in die Top-Division bei der Weltmeisterschaft der Division I, Gruppe A
- 2012 Aufstieg in die Wysschaja Hockey-Liga mit dem HK Buran Woronesch